# Haaklibellen
De haaklibellen (Paragomphus) vormen een geslacht van echte libellen (Anisoptera) uit de familie van de rombouten (Gomphidae).

## Soorten
- Paragomphus abnormis (Karsch, 1890)
- Paragomphus acuminatus Fraser, 1949
- Paragomphus alluaudi (Martin, 1915)
- Paragomphus aquila Martin, 1921
- Paragomphus aureatus Pinhey, 1971
- Paragomphus balneorum (Needham & Gyger, 1937)
- Paragomphus cammaertsi Dijkstra & Papazian, 2015
- Paragomphus campestris Bedjanic, 2013
- Paragomphus capitatus (Martin, 1909)
- Paragomphus capricornis (Förster, 1914)
- Paragomphus cataractae Pinhey, 1963
- Paragomphus clausnitzerorum Dijkstra, Mézière & Papazian, 2015
- Paragomphus cognatus (Rambur, 1842)
- Paragomphus crenigomphoides Clausnitzer & Dijkstra, 2005
- Paragomphus darwalli Dijkstra, Mézière & Papazian, 2015
- Paragomphus dispar Dijkstra, Mézière & Papazian, 2015
- Paragomphus echinoccipitalis (Fraser, 1922)
- Paragomphus elpidius (Ris, 1921)
- Paragomphus flavohamatus (Martin, 1921)
- Paragomphus fritillarius (Selys, 1892)
- Paragomphus frontalis (Selys, 1878)
- Paragomphus genei (Selys, 1841) – Groene haaklibel
- Paragomphus henryi (Laidlaw, 1928)
- Paragomphus hoffmanni (Needham, 1931)
- Paragomphus kiautai Legrand, 1992
- Paragomphus lacustris (Karsch, 1890)
- Paragomphus lemperti Dijkstra & Papazian, 2015
- Paragomphus lindgreni (Fraser, 1923)
- Paragomphus lineatus (Selys, 1850) – Gestreepte haaklibel
- Paragomphus machadoi Pinhey, 1961
- Paragomphus madegassus (Karsch, 1890)
- Paragomphus magnus Fraser, 1952
- Paragomphus maynei (Schouteden, 1934)
- Paragomphus nigroviridis Cammaerts, 1969
- Paragomphus nyasicus Kimmins, 1955
- Paragomphus obliteratus (Selys, 1892)
- Paragomphus pardalinus Needham, 1942
- Paragomphus pumilio (Rambur, 1842)
- Paragomphus reinwardtii (Selys, 1854)
- Paragomphus risi (Fraser, 1924)
- Paragomphus sabicus Pinhey, 1950
- Paragomphus serrulatus (Karsch, 1898)
- Paragomphus sinaiticus (Morton, 1929)
- Paragomphus tachyerges (Lieftinck, 1934)
- Paragomphus tournieri Legrand, 1992
- Paragomphus viridior Pinhey, 1961
- Paragomphus zambeziensis Pinhey, 1961
- Paragomphus z-viridum Fraser, 1955

Niet meer geaccepteerde namen
- Paragomphus bredoi (Schouteden, 1934) zie: Paragomphus serrulatus
- Paragomphus interruptus Cammaerts, 1968 zie: Paragomphus machadoi
- Paragomphus longiventris Fraser, 1955 zie: Paragomphus serrulatus
- Paragomphus mariannae Legrand, 1992 = Cornigomphus mariannae
- Paragomphus simplex (Lieftinck, 1934) zie: Paragomphus capricornis
- Paragomphus wuzhishanensis Liu, 1988 zie: Paragomphus pardalinus
- Paragomphus xanthus] Pinhey, 1966 zie: Paragomphus serrulatus